# Arsenio Luzardo
Roberto Arsenio Luzardo Correa (Treinta y Tres, 4 settembre 1959) è un ex calciatore uruguaiano, di ruolo centrocampista.

## Palmarès

### Club

#### Competizioni nazionali
- Campionato uruguaiano: 2

Nacional: 1980, 1983
- Liguilla Pre-Libertadores de América: 1

nacional: 1982

#### Competizioni internazionali
- Coppa Libertadores: 1

Nacional: 1980
- Coppa Intercontinentale: 1

Nacional: 1980

### Nazionale
- Coppa America: 1

1983
- Campionato sudamericano di calcio Under-20: 1

1979

### Individuale
- Capocannoniere della Coppa Libertadores: 1

1983 (8 gol)
- Capocannoniere del campionato uruguaiano: 1

1983 (13 gol)